# Voit Paula
Bartók Béláné Voit Paula (Turócszentmárton, 1857. január 16. és 22. között – Budapest, 1939. december 19.) zenepedagódus, Bartók Béla magyar zeneszerző édesanyja.

## Életpályája
Családjával együtt Pozsonyban élt. Miután édesapja, Voit Mór meghalt, Paula 1873-ban az egyik testvéréhez, Voit Lajoshoz, költözött Csorvásra az akkor már súlyos beteg édesanyjával, Voit Mórné született Polereczky Teréziával, aki szintén még ugyanebben az évben meghalt Csorváson. Voit Mórné is. (Voit Lajos a Mosonmagyaróvári Gazdasági Akadémián együtt tanult a Békés vármegyei Wenckheim Géza gróffal, aki előbb házitanítónak hívta magukhoz Voit Lajost, majd a Csorvás Károly-majori birtokrészének gazdatisztjévé tette őt.)  
Édesanyja halálát követően, 1879-ben Voit Paula elvégezte a pozsonyi tanítóképzőt, és valószínűleg még ugyanabban az évben állást is kapott Nagyszentmiklóson. Bartók Béla édesapja 1880-ban vette feleségül Voit Paulát Grócz Béla lelkész előtt. Két gyermekük közül Béla 1881-ben, Erzsébet (Elza) 1885. július 11-én született. Német származása ellenére magyar szellemben nevelte gyermekeit. Kitűnő muzsikus volt. „Azt hiszem, zenei tehetségemet, muzsikus hajlamomat ettől a finom lelkű, drága asszonytól örököltem” – emlékezett meg Bartók Béláné Voit Pauláról fia, Bartók Béla.

„Az édesapa fiatalon, 1888. augusztus 4-én, 32 éves korában hunyt el. Apja, anyja és bátyja mellé temették a német községi temetőben. Férje halálát megelőzően Bartókné, Voit Paula nem tanított az iskolában. Gyermekeit nevelte és zongoraleckéket adott. A család életrendjét megtöri az apa korai halála. A család fenntartásának gondja  az anyára nehezedik.1888 őszén hivatalos értesítést kapnak: az igazgatói lakást át kell adniuk az  utódnak. Ismét albérletbe költöznek „a belvárosba”, a Nistor Oprean és a Gh. Sincai utca sarkán álló épületbe (akkori házszám 1049). Az anya egy évre helyettes tanítói állást vállalt a belvárosi iskolában (az épületben ma az I-IV. osztály tanul), a kis Béla itt fejezi be a IV. osztályt. Sajnos az iskolai bejegyzések eltűntek, keveset tudunk a jövendő művész iskoláséveiről.
Bartókné közben magánzongora-órákat is vállalt tanítói kötelezettségei mellett. 1889 nyarán a tanítói állásra mást neveztek ki, a zongoraórák, pedig nem biztosították a család megélhetését. Ezért elköltöztek Nagyszőlősre, ahol az anya ismét taníthatott.”